# كمال أباد (مقاطعة فيروزآباد)
كمال أباد (بالفارسية: کمال‌آباد) هي منطقة سكنية تقع في فارس في إيران. يقدر عدد سكانها بـ 285 نسمة .